# Ангра-дус-Рейс (футбольний клуб)
«Ангра-дус-Рейс» (порт. Angra dos Reis) — бразильський футбольний клуб, який базується в місті Ангра-дус-Рейс, штат Ріо-де-Жанейро. Заснований 23 березня 1999 року.